# Cerkiew Wszystkich Świętych w Mińsku
Cerkiew Wszystkich Świętych (biał. царква Усіх святых у Мінску, carkwa Usich Swiatych u Minsku, ros. Всехсвятская церковь) – prawosławna cerkiew w Mińsku, w eparchii mińskiej Egzarchatu Białoruskiego Patriarchatu Moskiewskiego. Jest to najwyższa cerkiew na Białorusi. Budynek ma 72 m wysokości (razem z krzyżem 74 m) i może pomieścić 1200 osób.

## Historia
Kamień węgielny pod budowę świątyni poświęcił patriarcha moskiewski i całej Rusi Aleksy II 4 czerwca 1991. Budowa została jednak zainicjowana dopiero pięć lat później. W 2006 na dzwonnicy wznoszonej cerkwi umieszczono trzy dzwony ufundowane przez patriarchę moskiewskiego Aleksego II, metropolitę mińskiego i słuckiego Filareta oraz prezydenta Białorusi Alaksandra Łukaszenkę. W tym samym roku ukończone zostały prace przy głównej kopule świątyni. Władze Białorusi w znacznym stopniu sfinansowały budowę świątyni.
Świątynia kryta jest dachem namiotowym zwieńczonym krzyżem. Opisywana forma dachu symbolizuje Matkę Bożą oraz Chrystusa – Głowę Kościoła. Pięć kopuł świątyni oznacza kolejno: świętych związanych z Białorusią, żołnierzy poległych w obronie swojej ojczyzny, niewinne ofiary więzień i łagrów oraz wszystkie zamordowane dzieci. Cała cerkiew jest pomnikiem ku czci poległych na ziemi białoruskiej. W zamyśle twórców ma stać się w przyszłości miejscem pochówku wybitnych Białorusinów, zaś poległym i represjonowanym poświęcone będą tablice pamiątkowe we wnętrzu obiektu. Cerkiew ma również gromadzić dokumenty związane z represjami wymierzonymi w mieszkańców Białorusi i być szczególnym miejscem modlitewnej pamięci o nich. 2 czerwca 2010 w krypcie świątyni złożone zostały szczątki nieznanych żołnierzy-uczestników wojny francusko-rosyjskiej 1812, I i II wojny światowej.
W październiku 2012 przy cerkwi odsłonięty został pomnik patriarchy Aleksego II.